# Copons
Copons är en ort och kommun i Spanien.  Den är belägen i provinsen Província de Barcelona och regionen Katalonien, i den östra delen av landet, 500 km öster om huvudstaden Madrid. Copons är beläget 434 meter över havet och antalet invånare är 283.
Terrängen runt Copons är kuperad åt sydväst, men åt nordost är den platt. Copons ligger nere i en dal. Runt Copons är det tätbefolkat, med 286 invånare per kvadratkilometer. Närmaste större samhälle är Igualada, 10,3 km sydost om Copons. Trakten runt Copons består till största delen av jordbruksmark.